# الكسندر كالدويل (محامي)
الكسندر كالدويل (بالإنجليزية: Alexander Caldwell)‏ هو قاضي ومحامي أمريكي، ولد في 1 نوفمبر 1774، وتوفي في 8 أبريل 1839.